# Весак
Весак, такође познат као Дан Буде, је празник који традиционално обележавају будисти у Јужној Азији и Југоисточној Азији, као и у Тибету и Монголији. То је један од најважнијих будистичких празника. Фестивал обележава рођење, просветљење (Нирвана) и смрт (Паринирвана) Гаутаме Буде у Теравади, тибетанском будизму и Навајани.
Име Весак потиче од пали израза vesākha или санскритски vaiśākha за лунарни месец Ваисака, који се сматра месецом Будиног рођења. У махајана будистичким традицијама, празник је познат по свом санскритском називу (Vaiśākha) и изведене варијанте од њега.
У источноазијској традицији, прослава Будиног рођендана се обично дешава око традиционалног времена Весака, док се Будино буђење и смрт славе као одвојени празници који се дешавају у другим временима у календару, као што су Дан Бодија и Дан Паринирване. У јужноазијској традицији, где се Весак слави на дан пуног месеца у месецу Ваисака, Весак означава рођење, просветљење и коначну смрт Буде.

## Историја
Иако будистички фестивали имају вековну традицију, прва конференција Светске заједнице будиста одржана на Шри Ланки 1950. године формализовала је одлуку да се Весак слави као Будин рођендан у више будистичких земаља.
На Весак, будисти широм света обележавају догађаје од значаја за будисте свих традиција: рођење, просветљење и смрт Буде. Како се будизам ширио из Индије, асимилиран је у многе стране културе, и последично се Весак слави на много различитих начина широм света. У Индији, дан Ваишак Пурнима је такође познат као дан Будиног рођења.
Године 2000, Уједињене нације су одлучиле да међународно обележе Весак у свом седишту и канцеларијама.

## Прослава
Месец мај обично има један пун месец, али пошто између пуних месеца има 29,5 дана, повремено их има два. Ако током маја постоје два пуна месеца, неке земље (као што су Шри Ланка, Камбоџа и Малезија) славе Весак на први пун месец, док друге (Тајланд, Сингапур) славе празник на пун месец четвртог лунарног месеца. Разлика се такође манифестује у обележавању других будистичких празника, који се традиционално обележавају за време локалног пуног месеца.
На Весак, побожни будисти и следбеници се окупљају у својим разним храмовима пре зоре ради церемонијалног и часног подизања будистичке заставе и певања химни у славу светог троструког драгуља, у коме спадају: Буда, Дарма (његово учење) и Санга (његови ученици). Верници могу донети једноставне приносе цвећа, свећа и миришљавих штапића да их положе пред ноге својих учитеља. Ови симболични приноси треба да подсете следбенике да, баш као што ће прелепо цвеће увенути после кратког времена, а свеће и украсни штапићи ускоро изгорети, тако је и живот подложан пропадању и уништењу. Верницима се наређује да уложе посебан напор да се уздрже од убијања било које врсте. Подстиче их се да тог дана једу само вегетаријанску храну. У неким земљама, посебно у Шри Ланки, два дана су издвојена за прославу Весака, а све продавнице алкохолних пића и кланице су затворене владином уредбом током та два дана.
Такође, птице, инсекти и животиње се пуштају у броју од неколико хиљадама у ономе што је познато као ослобађање живота како би се ослободили они који су у заточеништву, затворени или мучени против своје воље (међутим, ова пракса је забрањена у неким земљама попут Сингапура, јер пуштене животиње нису у стању да преживе дугорочно или могу негативно утицати на локални екосистем ако то учине).
Неки побожни будисти ће носити једноставну белу одећу и провести цео дан у храмовима са обновљеном одлучношћу да поштују осам прописа.
Побожни будисти се обавезују да воде племенит живот према учењу тако што свакодневно понављају поштовање Пет прописа. Међутим, на посебне дане, посебно на дане младог и пуног месеца, они поштују осам прописа како би се тренирали у практиковању морала, једноставности и понизности.
Неки храмови такође приказују малу статуу Буде испред олтара у малом сливу украшеном цвећем, напуњеном водом или слатким чајем како би верници прелили преко статуе. Ово је симболично за чишћење лоше карме практичара и за поновно оживљавање догађаја који су уследили након Будиног рођења, када су му богови и духови приносили небеске жртве.
Од верника се очекује да слушају говоре које држе монаси. На овај дан, монаси ће рецитовати стихове које је Буда изговорио пре двадесет пет векова како би призвали мир и срећу за владу и народ. Будисти се подсећају да живе у хармонији са људима других вера и да поштују веровања других људи, као што је Буда учио.

### Доношење среће другима
Прослава Весака такође значи улагање посебних напора да се усреће несрећни попут старијих, инвалида и болесних. До данас, будисти деле поклоне у облику новца или волонтирају у разним добротворним домовима широм земље. Весак је такође време за велику радост и срећу, изражену не задовољавањем нечијих апетита, већ концентрисањем на корисне активности као што су украшавање и осветљавање храмова или сликање и стварање изврсних сцена из Будиног живота за јавно приказивање. Побожни будисти се такође међусобно такмиче да обезбеде освежење и вегетаријанску храну следбеницима који посећују храм како би одали почаст Просветљеном.

### Одавање почасти Буди
Према предању, Буда је упутио следбенике како да му одају почаст. Непосредно пре него што је умро, видео је свог верног пратиоца Ананду како плаче. Буда му је саветовао да не плаче, већ да схвати универзални закон да се све сложене ствари (укључујући чак и његово сопствено тело) морају распасти. Саветовао је свима да не плачу због распада физичког тела, већ да од тада његова учења (Дарму) сматрају својим учитељем, јер само истина Дарме је вечна и није подложна закону промене. Такође је нагласио да начин да му се ода почаст није само нуђењем цвећа, тамјана и светла, већ истинским и искреним трудом да се следе његова учења.

### Датуми обележавања
Тачан датум Весака заснива се на азијским лунисоларним календарима и првенствено се слави у Ваисаки, месецу и будистичког и хиндуистичког календара, отуда и назив Весак. У Непалу, за који се сматра родном земљом Буде, слави се на дан пуног месеца у месецу Ваисака у хиндуистичком календару и традиционално се назива Буда Пурнима, што Пурнима на санскриту значи дан пуног месеца. У земљама Тераваде које прате будистички календар, пада на дан Упосата, пун месец обично у 5. или 6. лунарном месецу.
Данас се у Шри Ланки, Непалу, Индији, Бангладешу и Малезији Весак слави на дан првог пуног месеца у мају по грегоријанском календару.
За земље које користе лунисоларни календар, датум Весака варира од године до године по грегоријанском календару, али углавном пада у априлу или мају; у преступним годинама може се славити у јуну. У Бутану се слави 15. дана четвртог месеца бутанског лунарног календара. У Тајланду, Лаосу, Сингапуру и Индонезији, Весак се слави четрнаестог или петнаестог дана четвртог месеца у кинеском лунарном календару. У Кини, Јужној Кореји, Вијетнаму и Филипинима, Будино рођење се слави осмог дана четвртог месеца по кинеском лунарном календару. У Јапану се Будино рођење обележава истог датума, али по грегоријанском календару, односно 8. априла.
У Мјанмару, Будино рођење се слави као пун месец Касуна и државни је празник. Слави се заливањем дрвета Боди и певањем песама. У огромним пагодама, такође се музика и плес изводе као део прослава.

## Спољни линкови
- Медији везани за чланак Весак на Викимедијиној остави
- The Significance of Vesak – Buddha Day Архивирано 19 фебруар 2007 на сајту
- Vesak Day - INTANGIBLE CULTURAL HERITAGE